# 지붕 위의 남자 (드라마)
《지붕 위의 남자》는 1994년 1월 1일에 KBS 1TV에서 방영된 신년 특집 드라마이다. 모범생이었던 어린 시절부터 엘리트 코스를 밟으면서 나중에 대학 교수가 된 형 장태수와 어린 시절부터 문제아로 낙인찍혀서 사회의 밑바닥을 전전하는 동생 장태완 형제가 단절의 벽 속에서 존재하는 각자의 인생을 주제로 하고 있다.

## 출연진
- 박규채
- 김용건
- 태민영
- 신영진
- 정재순
- 전운
- 이일웅
- 홍성민
- 윤다훈
- 황준욱
- 김상순